# Sipeki Levente
Sipeki Levente (Nagyiván, 1937. június 10. – Budapest, 1985. augusztus 18.) magyar táncos, balettművész. Felesége Kun Zsuzsa volt.

## Életpályája
Kecskeméten árvaházban nevelkedett. 1947-ben kezdett a néptánccal foglalkozni. Egy tehetségkutató versenyen figyeltek fel rá, így szakmai tanulmányait későn, 1950-ben kezdte meg az Állami Balettintézetben; itt Lőrinc György és Nádasi Ferenc oktatták. 1957-ben szerzett balettművész diplomát. 1956-ban a Magyar Állami Operaház tagja lett. Egy évet a moszkvai Nagy Színházban töltött, mint ösztöndíjas. 1957-ben a moszkvai Világifjúsági Találkozóra Róna Viktor nem ment el Orosz Adéllal, ezért Kun Zsuzsa Orosz Adélnak és neki tanította be közös táncukat; első helyezettek lettek Moszkvában. 1958–1981 között az operai balettegyüttes magántáncosa volt.
Sírja az Új köztemetőben található (79/10-1-1).

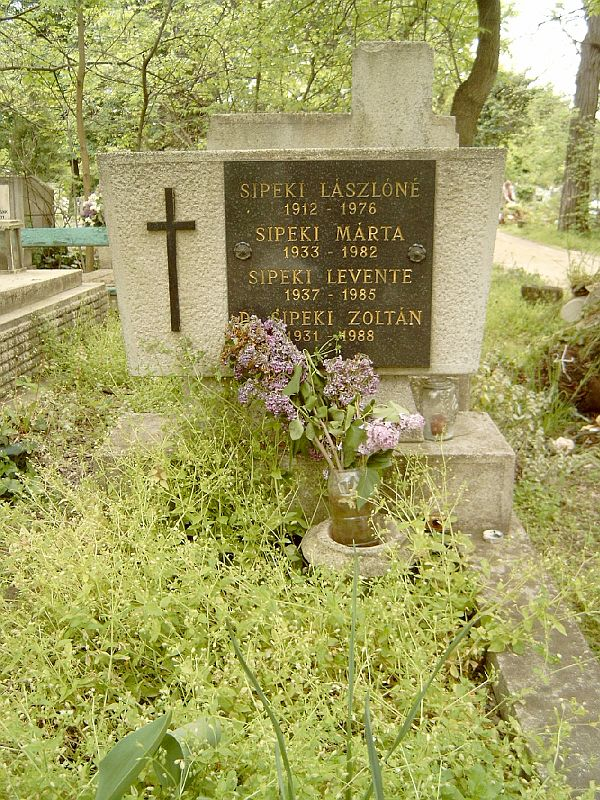
Sipeki Levente balettművész sírja Budapesten. Új köztemető: 79/10-1-1

## Színházi szerepei
A Színházi Adattárban regisztrált bemutatóinak száma: 10.
- Kenessey Jenő: Bihari nótája....Molinari
- Hacsaturjan: Gajane....Karen
- Rimszkij-Korszakov: Seherezádé....Az ifjú
- Aszafjev: Párizs lángjai....Jerome
- Millöcker: A koldusdiák....
- Milhaud: Francia saláta....Polichinelle
- Strauss: A cigánybáró....
- Kacsoh Pongrác: János vitéz....
- Verdi: Aida....

### További színházi szerepei
- Zaharov: A bahcsiszeráji szökőkút...Vaclav
- Lavrovszkij: Giselle....Albert
- Petipa: Csipkerózsika....Kék madár
- Harangozó Gyula: Furfangos diákok....Stréber Józsi
- Harangozó Gyula: Ludas Matyi....Ludas Matyi
- Lavrovszkij: Rómeó és Júlia....Mercutio
- Fokin: Petruska....Petruska
- Bournonville: A szilfid....James
- Ashton: A rosszul őrzött lány....Alain
- Seregi L.: Spartacus....Gád

## Filmjei
- Az életbe táncoltatott leány (1964)
- Tánckongresszus (1966)
- Egri csillagok (1968)
- Zenés TV Színház (1972-1976)

## Díjai
- Liszt Ferenc-díj (1964)